# 第17回ニューヨーク映画批評家オンライン賞
17th NYFCO Awards

2017年12月10日

作品賞: 

フロリダ・プロジェクト 真夏の魔法

マッドバウンド 哀しき友情
第17回ニューヨーク映画批評家オンライン賞（だい17かいニューヨークえいがひひょうかオンラインしょう）は2017年の映画を対象としており、2017年12月10日に発表された。

## 受賞一覧

### 作品賞トップ10
※1位以外は原題のアルファベット順
- 1位 ― 『フロリダ・プロジェクト 真夏の魔法』
- 1位 ― 『マッドバウンド 哀しき友情』
  - 『君の名前で僕を呼んで』
  - 『ダンケルク』
  - 『ゲット・アウト』
  - 『アイ,トーニャ 史上最大のスキャンダル』
  - 『レディ・バード』
  - 『ファントム・スレッド』
  - 『ラ・ラ・ランド』
  - 『ペンタゴン・ペーパーズ/最高機密文書』
  - 『シェイプ・オブ・ウォーター』

### 監督賞
- ディー・リース - 『マッドバウンド 哀しき友情』

### 主演男優賞
- ゲイリー・オールドマン - 『ウィンストン・チャーチル/ヒトラーから世界を救った男』

### 主演女優賞
- マーゴット・ロビー - 『アイ,トーニャ 史上最大のスキャンダル』

### 助演男優賞
- ウィレム・デフォー - 『フロリダ・プロジェクト 真夏の魔法』

### 助演女優賞
- アリソン・ジャネイ - 『アイ,トーニャ 史上最大のスキャンダル』

### アンサンブル演技賞
- 『マッドバウンド 哀しき友情』

### 脚本賞
- ジョーダン・ピール - 『ゲット・アウト』

### ブレイクスルー演技賞
- ティモシー・シャラメ - 『君の名前で僕を呼んで』

### 新人監督賞
- ジョーダン・ピール - 『ゲット・アウト』

### 撮影賞
- ダン・ローストセン - 『シェイプ・オブ・ウォーター』

### 音楽賞
- 『ベイビー・ドライバー』

### アニメ映画賞
- 『リメンバー・ミー』

### 外国語映画賞
- 『女は二度決断する』 ドイツ

### ドキュメンタリー映画賞
- 『Bombshell: The Hedy Lamarr Story』